# Station Nowogród Bobrzański
Station Nowogród Bobrzański is een spoorwegstation in de Poolse plaats Nowogród Bobrzański.